# 1648 w literaturze
Wydarzenia literackie w 1648 roku.

## Nowe poezje
- Robert Herrick, Hesperides

## Zmarli
- Tirso de Molina, hiszpański dramaturg